# Wist (gra)
Wist, wist klasyczny (ang. whist) – klasyczna gra karciana wywodząca się z Anglii. Gra się w 4 osoby w stałych parach. Polega na zbieraniu lew.
Gra pochodzi od wcześniejszej gry zwanej Ruff and Honours. Mimo że wist ma niezwykle proste zasady, to stwarza bardzo duże możliwości zastosowania wyszukanych strategii. Powstało wiele książek o tym, jak należy grać w wista. Gra była bardzo popularna w XVIII i XIX w.
Wist jest protoplastą dzisiejszego brydża, różniącym się brakiem licytacji, oraz tym że „dziadek” się nie wykłada. Od wista wywodzi się cała klasa gier nazywanych wistowymi.

## Zasady
Gra przeznaczona jest dla czterech graczy, którzy grają w dwóch parach. Partnerzy siedzą naprzeciwko siebie. W wiście wykorzystuje się pełną talię (52) kart. Hierarchia kart jest następująca (od najstarszej do najmłodszej): A, K, D, W, 10, 9, 8, 7, 6, 5, 4, 3, 2. Gra składa się z rozdania kart, wybrania koloru atutowego (atu), rozgrywki i podliczenia punktów.
Na początku rozdający rozdaje każdemu 13 kart rozpoczynając od osoby siedzącej na lewo od niego. Rozdający odsłania ostatnią rozdaną kartę, której kolor staje się kolorem atutowym. Następnie osoba siedząca na lewo od rozdającego rzuca dowolną kartę. Po niej zgodnie z ruchem wskazówek zegara kładą kartę pozostali gracze. Mogą oni położyć dowolną kartę, ale istnieje obowiązek dokładania do koloru. Jeżeli nie można dołożyć karty do koloru można położyć dowolną inną kartę. Cztery kolejno położone karty stanowią lewę, którą zdobywa gracz, który położył najstarszą kartę. Jeżeli któryś z graczy położył atu, to zdobywa lewę. Jeżeli uczyniło to kilku graczy, to lewę bierze ten, który położył najstarszą kartę w kolorze atutowym. Celem gry jest wzięcie jak największej liczby lew. Nie ma obowiązku bicia.
Para, która wzięła więcej lew otrzymuje 1 punkt za każdą wziętą lewę powyżej sześciu. Jest tak ponieważ w grze jest do zdobycia 13 lew. Para, która ich wzięła tylko 6 wzięła mniej niż połowę, czyli przegrała.
Gra toczy się do momentu zdobycia przez jedną z par 7 punktów (jest to tzw. amerykański system punktowy), lub 5 (w brytyjskim systemie punktowym). Według systemu amerykańskiego za niedołożenie karty do koloru otrzymuje się 2 punkty karne, które są dodawane do punktów przeciwników. Według systemu brytyjskiego za niedołożenie do koloru otrzymuje się aż 3 punkty karne.

## Terminologia
Wist posiada własną terminologię, zbliżoną do brydżowej:
- atu, atut lub tromf – najstarszy kolor, który zostaje wylosowany poprzez odsłonięcie ostatniej rozdanej karty, także: karta w kolorze atutowym;
- dziadek lub stolik – w niektórych odmianach wista jest to ręka odwrócona licami do góry, która leży na stole, dzięki czemu w grę może grać trzech graczy;
- impas – próba wzięcia lewy poprzez zagranie niezbyt wysoką kartą;
- honor – as, król, dama, walet lub dziesiątka w kolorze atutowym;
- lewa lub wziątka – 4 karty zagrane jedna po drugiej przez graczy;
- renons – brak kart w danym kolorze;
- ręka – 13 kart, które trzyma gracz;
- singiel lub singleton – jedna karta w danym kolorze;
- szlem – wygranie przez jedną parę 13 lew w jednym rozdaniu;
- szlemik – wygranie przez jedną parę 12 lew w jednym rozdaniu;
- wist – położenie pierwszej karty w lewie.

## Odmiany wista
Współcześnie istnieje wiele odmian wista wzbogaconych o różne elementy urozmaicające rozgrywkę, takie jak np. licytacja. Odmiany te często są nazywane po prostu wistem.
- Wist licytacyjny (ang. bid whist) – gra oparta na wiście wzbogacona o licytację, popularna w USA.
- Wist Boston – gra popularna w 19. wiecznej Europie, uwieczniona w powieści „Wojna i pokój”.
- Call-ace wist – narodowa gra Danii.
- Catch the Ten (znana także jako szkocki wist) – w której używa się tylko części talii. 10 jest najstarszą kartą.
- Wist colour lub kleurwiezen – belgijska gra podobna do wista solo, ale bardziej rozbudowana.
- Court piece (znana także jako Rang, Hokm lub Troefcall) – gra południowoazjatycka.
- Wist dummy – wariant wista licytacyjnego dla trzech osób.
- Wist izraelski – gra spokrewniona z Oh, Hell, w której stara się zalicytować dokładnie tyle, ile się weźmie lew.
- Oh, hell – gra w której gracze deklarują dokładnie, ile wezmą lew. Wzięcie więcej lub mniej lew jest zabronione.
- Wist niemiecki – odmiana wista dla dwóch osób.
- Minnesota wist – odmiana wista w której nie ma koloru atutowego. Celem gry może być zarówno branie lew, jak również unikanie ich brania. Bardzo podobna do norweskiego wista.
- Gieryłasz – odmiana wista dla 4, 3 lub 2 osób, w której nie było koloru atutowego.
- Piki – gra podobna do wista licytacyjnego, której nazwa wzięła się stąd, że piki są zawsze kolorem atutowym.
- Wist rumuński – gra, w której gracze starają się przewidzieć dokładnie ile wezmą lew.
- Wist rosyjski (znany także jako Wint) – gra bardzo podobna do brydża, z rozbudowaną licytacją, w której podaje się miano oraz wysokość kontraktu. W przeciwieństwie do brydża w wiście rosyjskim nie ma dziadka.
- Skruuvi – fińska odmiana wista rosyjskiego. W przeciwieństwie do niego wciąż jest grywana. Organizuje się zawody w tej grze.
- Wist solo – brytyjska gra, w której gracz może zalicytować wzięcie 5, 9, 13 lub też żadnej lewy.
- Wist knockout - odmiana wista dla 7 osób. Na koniec każdego rozdania każdy gracz, który nie wziął żadnej lewy, zostaje wyeliminowany.